# John William Casilear

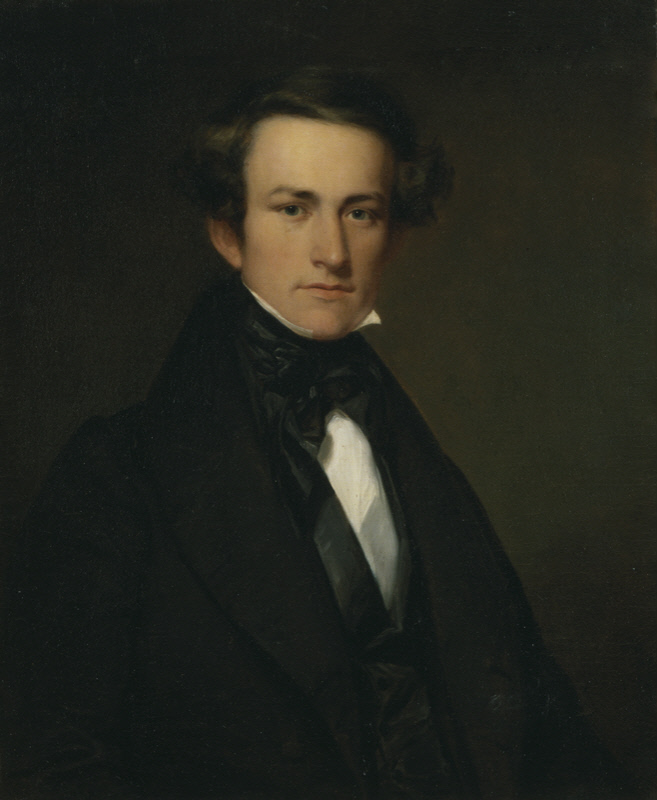
John William Casilear, 1840 (Asher B. Durand)

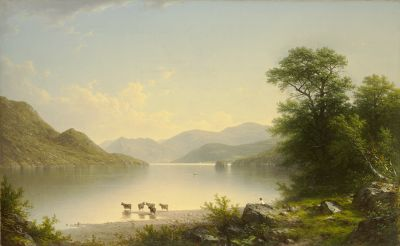
Lake George, 1860 (John William Casilear)

John William Casilear (* 25. Juni 1811 in New York City; † 17. August 1893 in Saratoga Springs, New York) war ein US-amerikanischer Landschaftsmaler der Hudson River School. Werke von Casilear befinden sich u. a. im Metropolitan Museum of Art New York und in der National Gallery of Art Washington DC.

## Leben und Wirken
Casilear begann in jungen Jahren in New York eine Ausbildung als Kupferstecher. Seine Lehrmeister waren Peter Maverick und später Asher Durand. Er entwarf u. a. Banknoten und Kopien von bekannten Gemälden.
Im weiteren Verlauf der 1830er Jahre interessierte sich Casilear zunehmend für die Malerei. Er folgte dabei seinem Freund und Lehrmeister Asher Durand sowie auch weiteren Freunden Thomas Cole, John Frederick Kensett und Thomas Prichard Rossiter.
Sein Schwerpunkt war die Landschaftsmalerei im Stil der Hudson River School. 1851 wurde er Mitglied der National Academy of Design und konnte dort seine Werke ausstellen. Ab Mitte der 1850er Jahre konzentrierte er sich nur noch auf die Malerei.
1867 heiratete er Helen M. Howard. Im selben Jahr kam ihr Sohn John William Casilear Jr. (1867–1939) zur Welt.